# CZ 75
CZ 75 — самозарядний пістолет, розроблений у Чехословаччині у 1975 році. Був розроблений на конструктивній основі моделі «Браунінг» зразка 1935 року.

## Історія
Пістолет CZ 75 розроблений братами Йозефом та Франтішеком Коуцькі у місті Угерскі-Брід. Конструкція спочатку проєктувалась для виробництва на експорт і позиціонувалася як сучасна заміна «важким» поліцейським та армійським пістолетам під патрон 9×19 Parabellum (наприклад, таким, як Browning Hi-Power). Пістолет було розроблено на конструктивній основі моделі «Браунінг» зразка 1935. Пізніше пістолет був адаптований для стрільби потужнішими патронами .40 S&W і 9×21 мм IMI.
Вперше пістолет був представлений широкому загалу на виставці в Мадриді в 1976 році, де отримав велику кількість позитивних відгуків. У 1977 році було розпочато серійне виробництво компанією «Česká zbrojovka Uherský Brod». У самій Чехословаччині та країнах Варшавського договору пістолет на озброєння не надійшов, оскільки використовував патрон, що не стоїть на озброєнні, але використовувався спецслужбами ОВС, оскільки за бойовими та експлуатаційними якостями перевершував пістолети під штатні патрони ПМ і ТТ. Пістолет CZ 75 поставлявся до західних країн, Туреччини, Іраку та Ірану.
До кінця грудня 2007 року було випущено 1 млн пістолетів CZ-75 та їх модифікацій.

## Характеристики
CZ-75 армійський стандартний варіант зразка 1975 року:
- Калібр: 9 мм
- Патрон: 9×19 мм. Парабелум (9x19 mm. Parabellum)
- Повна довжина зброї: 206 мм
- Довжина ствола: 120 мм
- Висота: 138 мм
- Ширина: 33 мм
- Маса без набоїв: 980 г
- Місткість магазина: 15 патронів

## Модифікації
Пістолет випускається у кількох комерційних модифікаціях:
- CZ-75 Compact; укорочений варіант стандартного CZ-75.
- CZ-75 Champion; Спортивний варіант. Для точної стрільби оснащений дульним гальмом-компенсатором та діоптричним прицілом.
- CZ-75 Kadet; недорогий навчальний варіант.
- CZ-85; подальша розробка CZ-75. Основна відмінність — важіль запобіжника і затримка затвора двосторонні, стріляти з такого пістолета однаково зручно як з лівої, так і з правої руки.
- CZ-75 SP-01; остання з модифікацій пістолета. Конструкція залишилася незмінною, дещо змінилося зовнішнє оформлення. Магазин на 18 патронів, стандартної версії патронів 15.

## CZ 75 для президента Зеленського
05 травня 2023 року Президент Чехії Петр Павел на знак поваги до героїзму українців подарував Президенту України Володимиру Зеленському унікальний пістолет CZ 75 «Орден Білого Лева».
У лютому 2022 року РФ сильно вдарила по стійкості українців. Від самого початку їм допомагає в бою і чеська зброя. На знак поваги до їх героїзму я подарував Володимиру Зеленському легендарний CZ 75, серійний номер 22. Знак «Ордена Білого Лева» закарбовує мужність, з якою він стоїть на чолі свого народу.— Президент Чехії Петр Павел
Пістолети CZ 75 «Order of the White Lion Edition» були випущені невеликим тиражем компанією Ceska zbrojovka. Компанія випустила ці пістолети у 2022 році до сторіччя вищої державної нагороди Чеської Республіки.